# 北中込駅
北中込駅（きたなかごみえき）は、長野県佐久市中込にある、東日本旅客鉄道（JR東日本）小海線の駅である。

## 歴史
- 1915年（大正4年）8月8日：佐久鉄道小諸駅 - 小海駅間の開通と同時に、久保停留所（くぼていりゅうじょ）として開業[1][2]。旅客営業のみ。
- 1934年（昭和9年）9月1日：佐久鉄道を国有化し、鉄道省小海北線（→小海線）に編入[3]。久保駅（くぼえき） に昇格[4]。ただし、当駅からは線内各駅および信越本線小諸・上田・長野駅への旅客のみ取り扱い（旅客駅[4]） 。
- 1935年（昭和10年）11月29日：小海線の全通に伴い[5]、旅客を取り扱う区間に中央本線小淵沢・上諏訪・岡谷の各駅を追加[6]。
- 1944年（昭和19年）3月1日：次の通り変更[7]。
  - 滑津寄りに100 m移転して、北中込駅（きたなかごみえき）に改称。
  - 旅客取り扱い区間の制限を廃止。
  - 手荷物・小荷物扱貨物・専用線発着の車扱貨物の取り扱いを開始。
- 1970年（昭和45年）10月1日：荷物の扱いを廃止[8]。旅客の取り扱いについては駅員無配置駅となる[9]。
- 1981年（昭和56年）1月20日：貨物の取り扱いを廃止[10]。
- 1987年（昭和62年）4月1日：国鉄分割民営化により、JR東日本の駅となる[11]。

## 駅構造
単式ホーム1面1線を持つ地上駅である。現在、駅東側にスーパーマーケットであるザ・ビッグの店舗があるが、以前はこの場所に木材の出荷ホームがあり、小海線の線路よりポイントを介して引き込み線が設けられていた。
無人駅で、ホーム上に待合室がある。また、自動券売機が設置されている。

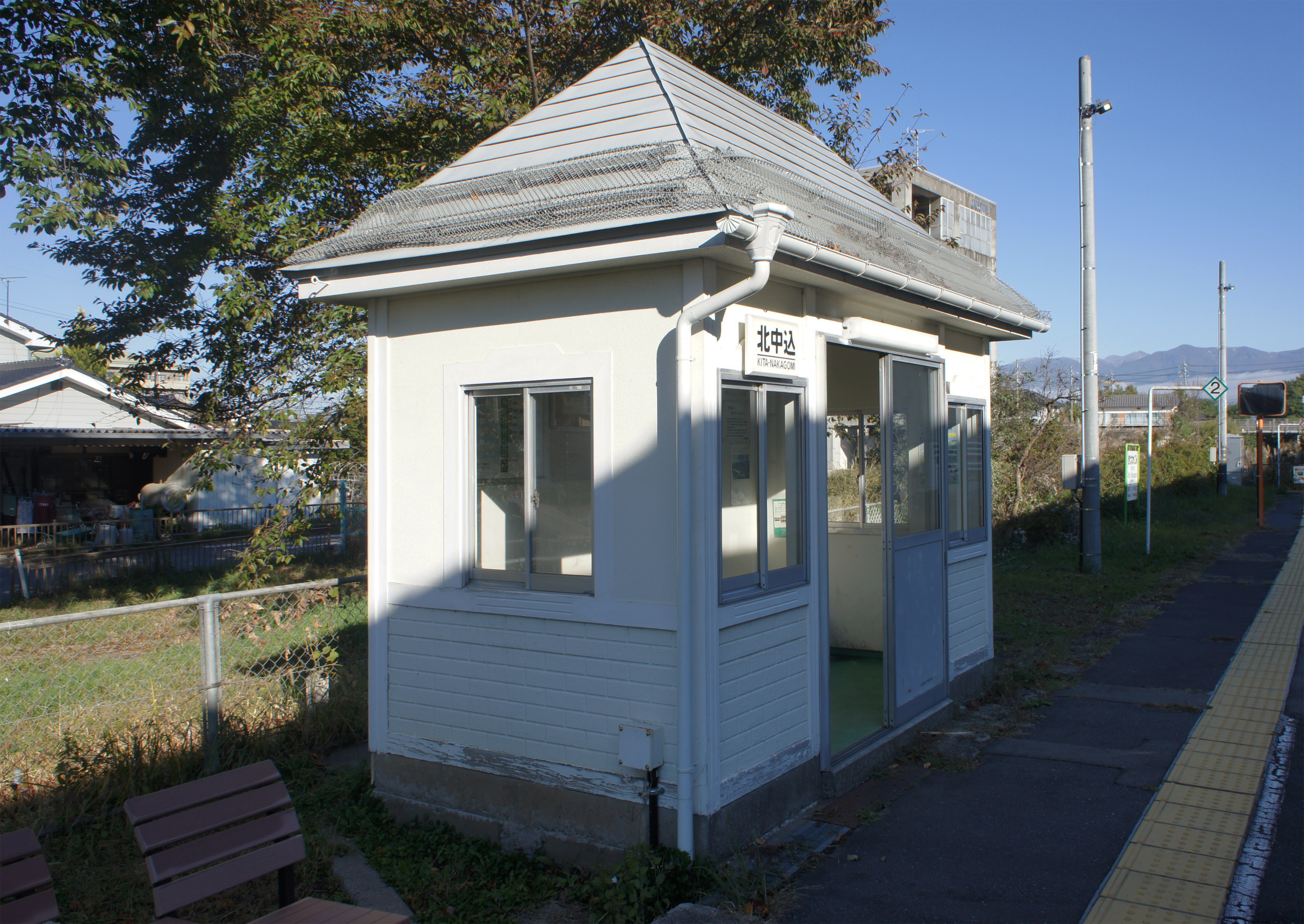
待合室外観（2021年10月）
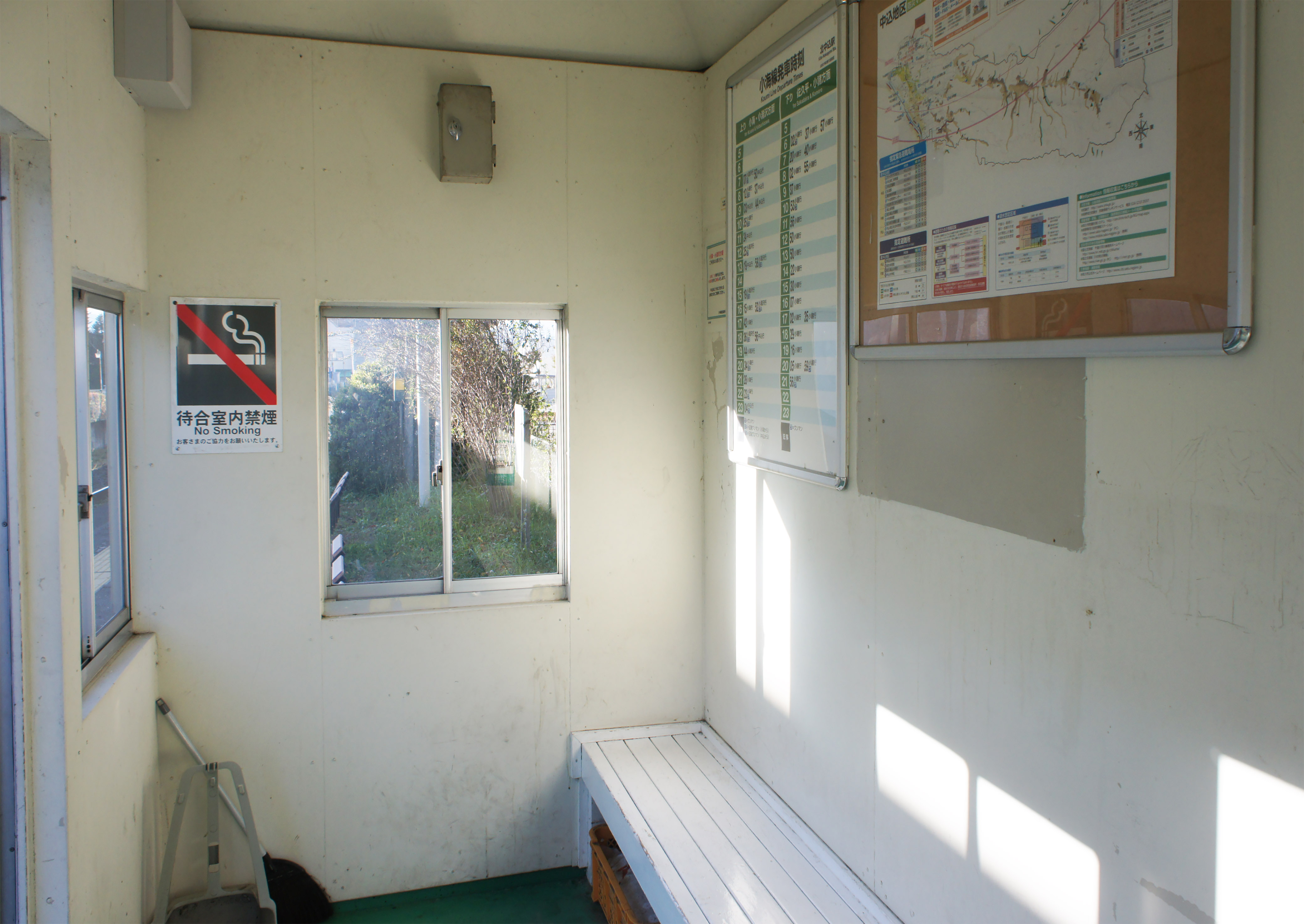
待合室（2021年10月）
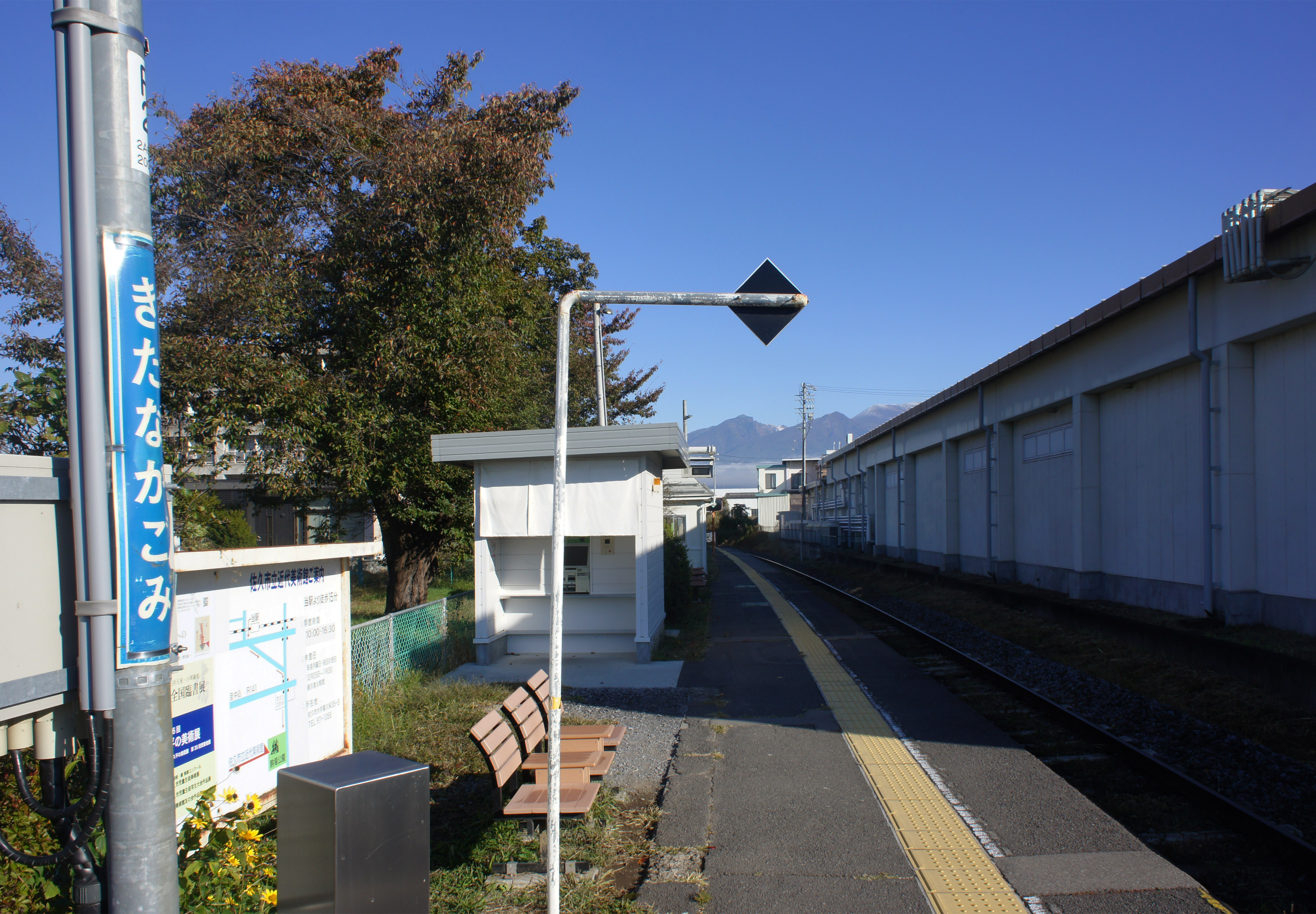
ホーム（2021年10月）

## 利用状況
2007年度（平成19年度）、2009年度（平成21年度）- 2011年度（平成23年度）の1日平均乗車人員の推移は以下のとおりであった。
| 乗車人員推移       | 乗車人員推移     | 乗車人員推移 |
| 年度               | 1日平均 乗車人員 | 出典         |
| ------------------ | ---------------- | ------------ |
| 2007年（平成19年） | 243              | [ 1 ]        |
| 2009年（平成21年） | 234              | [ 1 ]        |
| 2010年（平成22年） | 260              | [ 12 ]       |
| 2011年（平成23年） | 282              | [ 13 ]       |

## 駅周辺
- 長野県立駒場公園[1]（図書館・美術館・プール施設などがある[10]。）
  - 佐久市立中央図書館
  - 佐久市立近代美術館
  - 佐久創造館
- 佐久市役所[1]
- 佐久消防署
- 総合体育館
- 長野県立武道館
- 地球環境高等学校
- 佐久市工業団地
- 三河田工業団地[1]
- ザ・ビッグ北中込店
- 佐久一萬里温泉ホテル
- 長野県厚生連佐久総合病院佐久医療センター

そのほか、幹線道路が近くを通っているため、駅近くにロードサイド型店舗が多数存在する。また、かつては千曲バスの路線バスが発着していたが、2021年（令和3年）9月30日をもって廃止された。

## 隣の駅
東日本旅客鉄道（JR東日本）
■小海線
滑津駅 - 北中込駅 - 岩村田駅